# Halina Wittlin
Halina Anna Wittlin z domu Handelsman (ur. 5 grudnia 1900 w Łodzi, zm. 4 sierpnia 1994 w Nowym Jorku) – polska polonistka i germanistka, wykładowczyni akademicka; żona Józefa Wittlina i popularyzatorka jego twórczości.

## Życiorys
Ukończyła studia polonistyczne oraz obroniła doktorat na Uniwersytecie Warszawskim. Pracowała jako nauczycielka historii i języka niemieckiego w Społecznym Polskim Gimnazjum Męskim w Łodzi. Następnie pracowała w Ministerstwie Wyznań Religijnych i Oświecenia Publicznego. W 1940 wyjechała wraz z rodziną do Francji, następnie do Portugalii i Nowego Jorku, gdzie pracowała w banku, następnie uczyła w liceum francuskim i wykładała język polski i literaturę na New York University. Współpracowała z Ambasadą RP w Waszyngtonie – była współredaktorką wydawanego przez ambasadę miesięcznika „Poland of Today”.
Wittlin była propagatorką działalności swojego męża – Józefa Wittlina. Po jego śmierci w 1976, uporządkowała jego archiwum, następnie przekazując je bibliotece Uniwersytetu Harvarda. Ponadto przepisywała rękopisy męża oraz była kuratorką wydań jego utworów w Polsce.

### Życie prywatne
Jej ojcem był lekarz – Bronisław Handelsman. Od 1924 była żoną poety Józefa Wittlina, z którym miała córkę – Elżbietę Wittlin-Lipton (ur. 1932), malarkę, scenografkę i kostiumografkę. Pogrzeb Haliny Wittlin odbył się 9 sierpnia 1994 w kościele św. Pawła Apostoła w Nowym Jorku.

### Upamiętnienie
Jeden ze swoich wierszy Halinie Wittlin poświęciła poetka Anna Frajlich.